# 马蒂亚斯·奥斯特若莱克
馬提亞斯·奧斯特爾佐萊克（德語：Matthias Ostrzolek；1990年6月5日—）是一位波蘭裔德國足球運動員，在場上的位置是後衛。他現在效力於德國足球甲級聯賽球隊汉诺威。